# Tournoi international de Paris
Le Tournoi international de Paris est une compétition de taekwondo organisée annuellement par la Fédération française de taekwondo et disciplines associées.
Ce tournoi est un événement majeur dans le calendrier mondial du fait de son label « WTF-G1 ».

## Palmarès hommes
| WTF-G1 | WTF-G1            | WTF-G1                  | WTF-G1             | WTF-G1             | WTF-G1            | WTF-G1                | WTF-G1            | WTF-G1                |
| Année  | -54 kg            | -58 kg                  | -63 kg             | -68 kg             | -74 kg            | -80 kg                | -87 kg            | +87 kg                |
| ------ | ----------------- | ----------------------- | ------------------ | ------------------ | ----------------- | --------------------- | ----------------- | --------------------- |
| 2021   | Adam Selmi        | Adrián Vicente          | Joan Jorquera      | Javier Pérez       | Edival Pontes     | Simone Alessio        | Raúl Martínez     | Omar El Yazidi        |
| 2019   | Mahamadou Amadou  | Mohamed Khalil Jendoubi | Abdelbasset Wasfi  | Ismael Yacouba     | Badr Achab        | Nicholas Corten       | Iván García       | Lutalo Muhammad       |
| 2018   | David Jungwoo Kim | Adrián Del Río          | Marcos Caballero   | Marko Golubić      | Daniel Quesada    | Aaron Cook            | Iván García       | Kim Min-seo           |
| 2017   | Adrián Vicente    | Mertcan Dolmacı         | Dylan Chellamootoo | Bradly Sinden      | Christian McNeish | Jean Michel Fernandes | Daniel Ros        | Abdoul Razak Issoufou |
| 2016   | Jack Woolley      | Mourad Laachraoui       | Nabil Ennadiri     | Peter Longobardi   | Ramon Ruiz        | Richard Ordemann      | Karamoko Soumare  | Anthony Obame         |
| 2014   | Sergej Kolb       | Àlex Falgàs             | Stevens Barclais   | Vladimir Dalakliev | Nikita Rafalovich | Damon Sansum          | Jasur Baykuzigyev | Mahama Cho            |

| WTF-G1 | WTF-G1             | WTF-G1           | WTF-G1            | WTF-G1        |
| Année  | -58 kg             | -68 kg           | -80 kg            | +80 kg        |
| ------ | ------------------ | ---------------- | ----------------- | ------------- |
| 2013   | Rui Bragança       | Vyacheslav Minin | Damon Sansum      | M'bar N'diaye |
| ETU-A  |                    |                  |                   |               |
| 2011   | Aleksey Denisenko  | Vladimir Kim     | Mamédy Doucara    | Pascal Gentil |
| 2010   | Joel González      | Servet Tazegül   | Ramin Azizov      | Ali Sarı      |
| WTF-G1 |                    |                  |                   |               |
| 2009   | Meysam Zendeh Bodi | Davoud Etminani  | Sébastien Michaud | Mahama Cho    |
| ETU-A  |                    |                  |                   |               |
| 2008   | Javier Marrón      | Yassine Belhadj  | Gorame Karé       | Pascal Gentil |
| 2007   | José Luis Méndez   | Servet Tazegül   | Sébastien Michaud | Pascal Gentil |

## Palmarès femmes
| WTF-G1 | WTF-G1          | WTF-G1          | WTF-G1                        | WTF-G1                  | WTF-G1           | WTF-G1            | WTF-G1               | WTF-G1          |
| Année  | -46 kg          | -49 kg          | -53 kg                        | -57 kg                  | -62 kg           | -67 kg            | -73 kg               | +73 kg          |
| ------ | --------------- | --------------- | ----------------------------- | ----------------------- | ---------------- | ----------------- | -------------------- | --------------- |
| 2021   | Ana Jimenez     | Daniela Souza   | Fabiola Villegas              | Faith Dillon            | Leonarda Andric  | Milena Titoneli   | Marie-Paule Blé      | Bianca Walkden  |
| 2019   | Paula Antunović | Andrea Ramírez  | Elizaveta Ryadninskaya        | Patrycja Adamkiewicz    | Lucija Domic     | Melissa Pagnotta  | Althéa Laurin        | Ivana Babic     |
| 2018   | Lee Ye-Ji       | Tania Garcia    | Charos Kayumova               | Raheleh Asemani         | Nadica Božanić   | Hedaya Wahba      | Marie-Paule Blé      | Solène Avoulète |
| 2017   | Sarah Adidou    | Robin Didden    | Tania Garcia                  | Klaudija Tvaronaviciute | Marta Calvo      | Rebeka Füredi     | Estelle Vander-Zwalm | Jade Slavin     |
| 2016   | Sarah Adidou    | Ipek Cidem      | Lydia Garcia                  | Celin Laurygan          | Indra Craen      | Ashley Kraayeveld | Estelle Vander-Zwalm | Natalia Guillen |
| 2014   | Sarah Adidou    | Charlie Maddock | Radwa Abdelkader Elsayed Rada | Joana Cunha             | Magda Wiet-Hénin | Haby Niaré        | Iva Rados            | Violeta Babic   |

| WTF-G1 | WTF-G1           | WTF-G1              | WTF-G1               | WTF-G1          |
| Année  | -49 kg           | -57 kg              | -67 kg               | +67 kg          |
| ------ | ---------------- | ------------------- | -------------------- | --------------- |
| 2013   | Yulia Kustova    | Tanja Rastovic      | Estelle Vander Zwalm | Bianca Walkden  |
| ETU-A  |                  |                     |                      |                 |
| 2011   | Yasmina Aziez    | Marlène Harnois     | Haby Niaré           | Edines Kurtovic |
| 2010   | Lucija Zaninović | Marlène Harnois     | Joyce Van Baaren     | Bianca Walkden  |
| WTF-G1 |                  |                     |                      |                 |
| 2009   | Émilie Tran      | Stéphanie Ollive    | Karine Sergerie      | Rosana Simón    |
| ETU-A  |                  |                     |                      |                 |
| 2008   | Ana Zaninović    | Andrea Rica         | Stéphanie Ollive     | Reshmie Oogink  |
| 2007   | Brigitte Yagüe   | Estefanía Hernández | Gwladys Épangue      | Rosana Simón    |